# De Stijl
De Stijl (z niderl. „styl“) – ugrupowanie artystyczne założone w 1917 roku w Lejdzie przez Theo van Doesburga (1883–1931) i Pieta Mondriana (1872–1944), skupiające artystów abstrakcyjnych reprezentujących neoplastycyzm – nowy kierunek w sztuce, stworzony w latach 20. XX w. przez Mondriana, charakteryzujący się użyciem linii pionowych i poziomych, które nachodząc na siebie, dzieliły płaszczyzny na kwadraty i prostokąty, oraz stosowaniem trzech barw podstawowych (żółtej, niebieskiej i czerwonej) i trzech tzw. nie-kolorów (czerni, bieli i szarości).
Nazwa grupy pochodzi od czasopisma De Stijl wydawanego w latach 1917–1931 przez Theo van Doesburga (1883–1931). Grupa rozpadła się po śmierci van Doesburga w 1931 roku.

## Historia
Grupa powstała w 1917 roku w Lejdzie a jej założycielami byli Piet Mondrian (1872–1944) i Theo van Doesburg (1883–1931), który w latach 1917–1931 wydawał czasopismo De Stijl. Grupa skupiała się wokół czasopisma, w którym jej członkowie publikowali, i którego tytuł De Stijl stał się formalną nazwą grupy.
Na łamach De Stijl Mondrian opublikował w 1917 roku serię artykułów, w których wyłożył swoje poglądy na sztukę, definiując neoplastycyzm (nider. De Nieuwe Beelding – pol. „tworzenie nowego obrazu”). W 1920 roku wydał broszurę Le Néo-plasticisme.
Mondrian zafascynowany był mistycznymi ideami teozofa M.H.J. Schoenmaekersa (1875–1944), którego później uważał za szarlatana. Jednocześnie był pod wpływem kubizmu, z którym zetknął się podczas pobytu w Paryżu przed 1914 rokiem. Według Mondriana sztuka powinna być odnaturalizowana, czysto abstrakcyjna, pozbawiona relacji z rzeczywistością.
Mondrian stworzył kierunek naznaczony pozytywną mistyką. Tajemne działanie świata polegało na zasadzie przeciwieństw: siły aktywnej – siły biernej, pionów – poziomów. Tak też w neoplastycyzmie wyróżnia się dwie podstawowe linie – pionową i poziomą – oraz trzy kolory zasadnicze: żółty, niebieski i czerwony oraz trzy nie-kolory: biel, czerń i szarość (mieszaninę bieli i czerni). Linia pionowa oznaczała dynamikę, czyli męskość, a pozioma stateczność – kobiecość.
W twórczości osób związanych z tym nurtem uwidaczniają się charakterystyczne cechy stylu – prostokątność i stosowanie czystych kolorów (czerwonego, niebieskiego, żółtego, czarnego, białego, szarego), brak dekoracji, wiara w abstrakcję i postawa odrzucająca naturę na rzecz dzieł rąk ludzkich.
Od roku 1929 głównym ośrodkiem działalności grupy był Paryż. Grupa rozpadła się po śmierci van Doesburga w 1931 roku.

## CzłonkowieDe Stijl
Członkami grupy byli:
- Piet Mondrian (1872–1944) – malarz[e][8]
- Theo van Doesburg (1883–1931) – malarz[8]
- Jacobus Johannes Pieter Oud (1890–1963) – architekt[8][f]
- Gerrit Rietveld (1888–1964) – architekt[8]
- Vilmos Huszár (1884–1960) – malarz[8][g]
- Antony Kok (1882–1969) – poeta[8]
- Bart van der Leck (1876–1958) – malarz, projektant[8][h]
- Robert van ’t Hoff (1887–1979) – architekt, projektant mebli[8][i]
- Georges Vantongerloo (1886–1965) – rzeźbiarz, malarz[8][j]
- Jan Wils (1891–1972) – architekt[8][k]

Później do ugrupowania dołączyli:
- Gino Severini (1883–1966) – malarz
- Hans Arp (1887–1966) – malarz, grafik, poeta
- Constantin Brâncuși (1876–1957) – rzeźbiarz
- Cornelis van Eesteren (1897–1988) – architekt
- František Kupka (1871–1957) – malarz
- El Lissitzky (1890–1941) – malarz, grafik, architekt
- Man Ray (1890–1976) – fotografik, reżyser

## Wybrane dzieła
Przykłady dzieł malarskich:

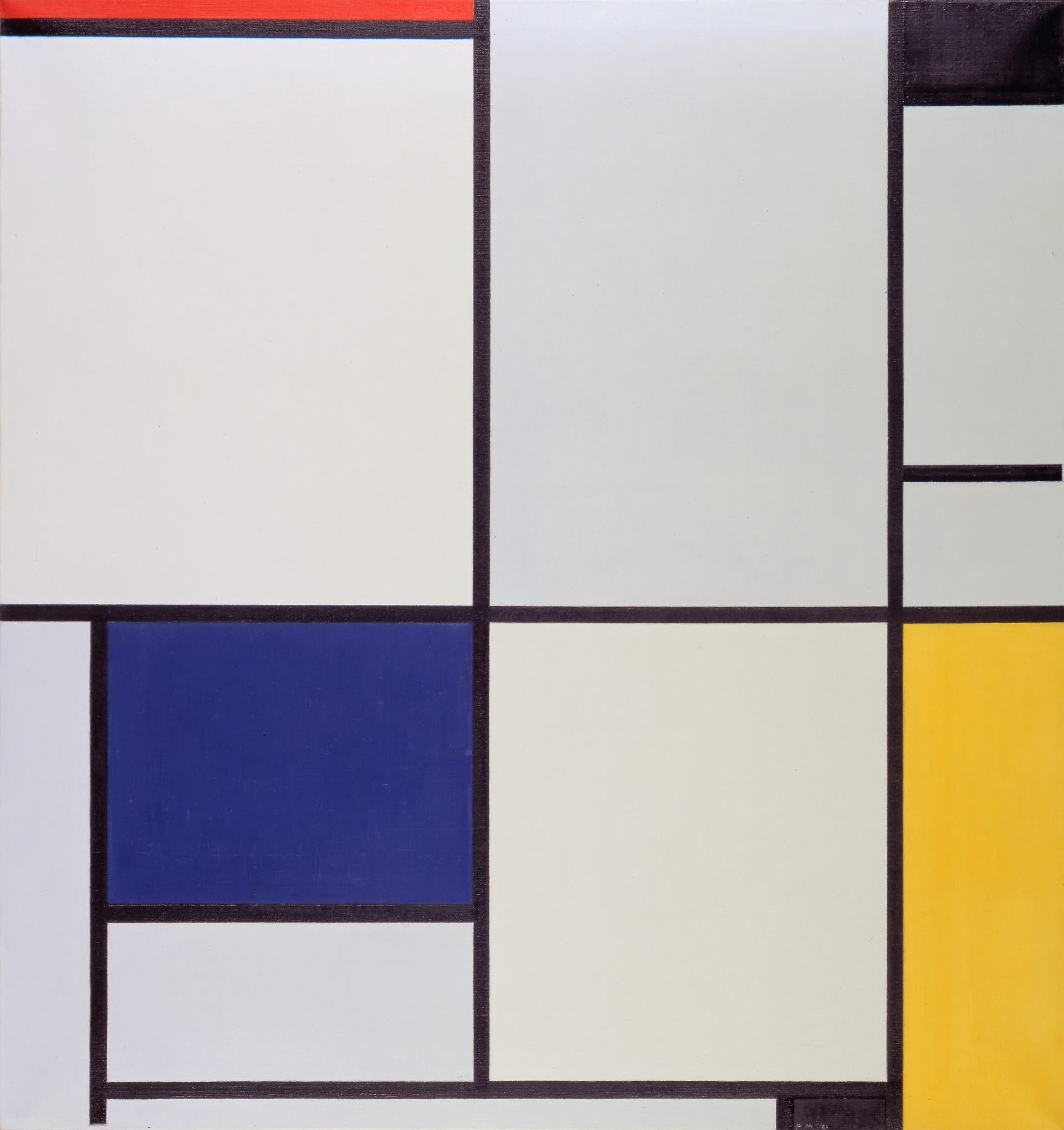
Tableau I, Piet Mondrian, 1921, Kunstmuseum Den Haag

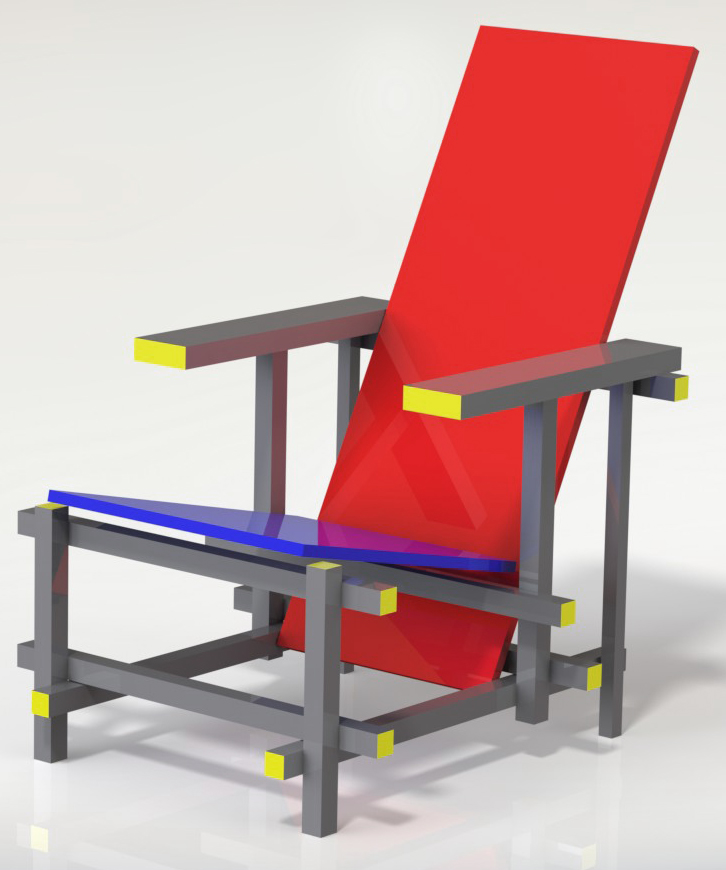
Czerwono-niebieskie krzesło, Gerrit Rietveld, 1918, Kunstmuseum Den Haag

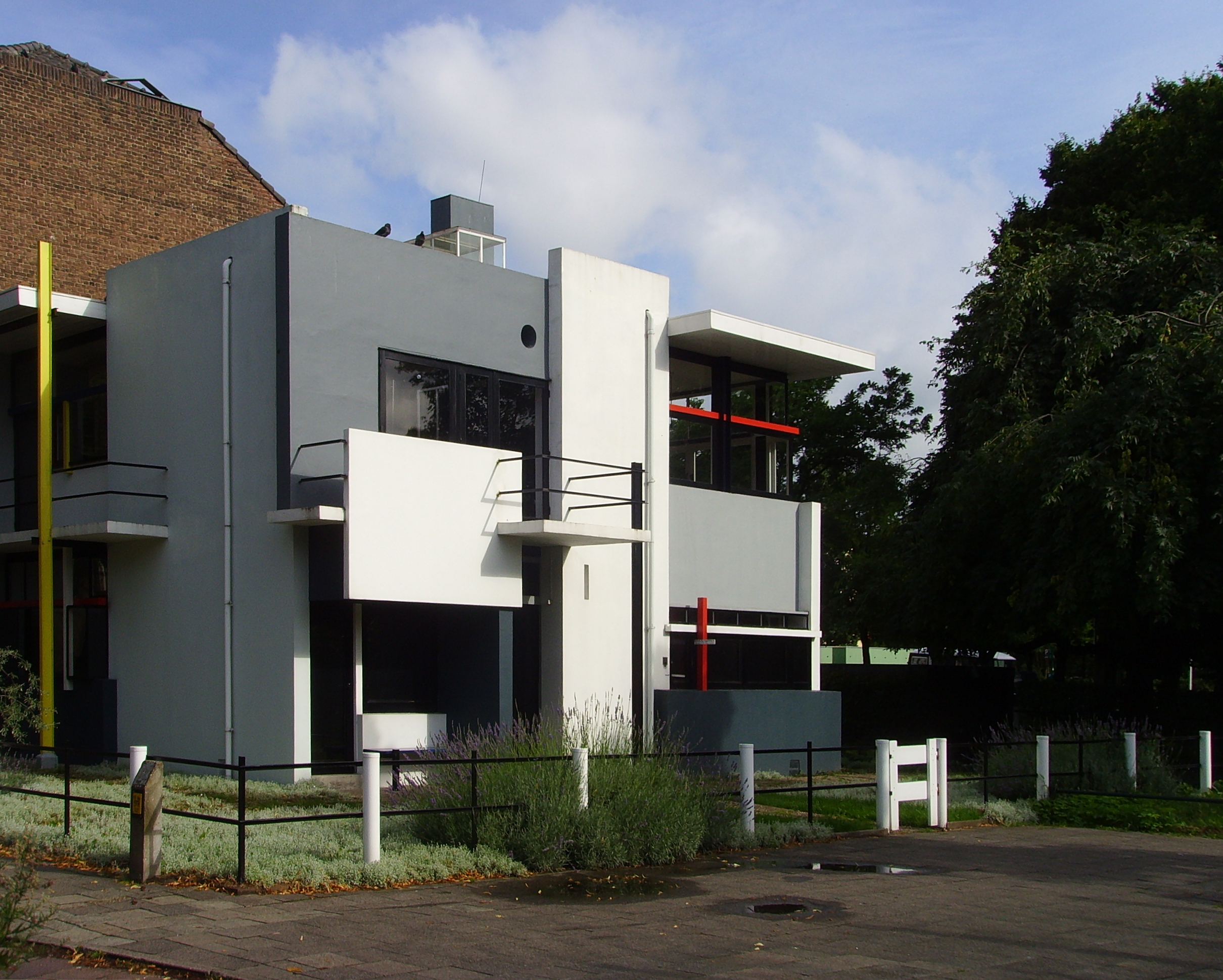
Dom Rietvelda w Utrechcie

- 1916 – Kompozycja 1916 Nr. 4, Bart van der Leck, Kröller-Müller Museum[1][10]
- 1916–1917 – Kompozycja w linie, Piet Mondrian, Kröller-Müller Museum[11]
- 1918 – Rytm tańca rosyjskiego, Theo van Doesburg, Museum of Modern Art[12]
- 1921 – Kompozycja z wielką czerwoną płaszczyzną, żółtym, czarnym, szarym i niebieskim, Piet Mondrian, Kunstmuseum Den Haag[13]
- 1921 – Tableau I, Piet Mondrian, Kunstmuseum Den Haag

Przykłady prac architektonicznych:
- 1916 – Huis ter Heide van ’t Hoffa[4]
- 1919 – niezrealizowany projekt destylarni Ouda[4]
- 1923 – aksonometryczne studium domu van Doesburga i van Eesterena[4]
- 1921–1924 – dom Rietvelda w Utrechcie[4][8]
- 1924–1927 – osiedle robotnicze w Hoek van Holland Ouda[8]

Przykłady wzornictwa użytkowego:
- 1918 – Czerwono-niebieskie krzesło, Gerrit Rietveld, Museum of Modern Art[14]

## Wpływ
Prace grupy De Stijl silnie oddziaływały na Bauhaus oraz styl międzynarodowy w architekturze i wzornictwie. De Stijl miał wpływ m.in. na działalność architektów Ludwiga Mies van der Rohe i Paolo Portoghesiego.
W Polsce silne więzi z De Stijl łączyły ugrupowania Blok (1923–1926), Praesens (1926–1930), grupa „a.r.”. Wpływy holenderskiego ugrupowania widoczne są przede wszystkim w pracach Henryka Stażewskiego, jak i na łamach polskich awangardowych czasopism. Przykładem ewolucji założeń neoplastycyzmu w rzeźbie są prace czołowej artystki awangardowej Katarzyny Kobro. Założyciele ugrupowania Praesens, Barbara i Stanisław Brukalscy, zainspirowani pracami Rietvelda, zaprojektowali i zbudowali w 1929 roku dom własny w Warszawie, który w 1937 roku otrzymał brązowy medal na Międzynarodowej Wystawie „Sztuka i technika w życiu współczesnym” w Paryżu.
Pod wpływem De Stijl tworzyli również:
- Ilya Bolotowski (1907–1981)
- Marlow Moss (1890–1958)
- Amédée Ozenfant (1886–1966)
- Max Bill (1908–1994)
- Jean Gorin (1899–1981)
- Burgoyne Diller (1906–1965)
- Friedrich Vordemberge-Gildewart (1899–1962)